# Richard Whorf
Richard Whorf (* 4. Juni 1906 in Winthrop, Massachusetts; † 14. Dezember 1966 in Santa Monica, Kalifornien) war ein US-amerikanischer Schauspieler, Regisseur, Autor und Filmproduzent.

## Leben und Karriere
Sein neun Jahre älterer Bruder war der bekannte Linguist Benjamin Lee Whorf. Richard Whorf war im Gegensatz zu diesem aber offenbar weniger akademisch veranlagt, er verließ bereits mit 15 Jahren die Schule, um sich einer Theatergruppe anzuschließen. Mit 21 Jahren erfolgte sein erster Auftritt am Broadway im Stück The Banshee. Für die 1930er-Jahre sind regelmäßige Auftritte am Broadway belegt, unter anderem prestigeträchtige Produktionen neben dem berühmten Schauspieler-Ehepaar Lunt-Fontanne. 1940 erhielt Whorf einen Filmvertrag in Hollywood und wurde dort in den folgenden Jahren in meist größeren Nebenrollen eingesetzt. Er spielte anfangs besonders oft in Musicalfilmen wie Anatole Litvaks Blues in the Night (1941) und Michael Curtizs Yankee Doodle Dandy (1942), später aber auch in Kriegsfilmen wie Assignment in Brittany (1943) oder Filmdramen wie in George Cukors Die ganze Wahrheit (1942) an der Seite von Spencer Tracy und Katharine Hepburn.
Ab Mitte der 1940er-Jahre wandte sich Whorf der Regiearbeit zu; in späteren Jahren trat er noch sporadisch als Schauspieler in Erscheinung. Nach dem patriotischen Kurzfilm March On, America! 1942 gab er 1944 mit der Komödie Blonde Fever sein Debüt bei einem abendfüllenden Spielfilm. In der Folgezeit fand er insbesondere als Regisseur von leichten Komödien Beschäftigung. Zu Whorfs bekanntesten Regiearbeiten zählen der mit Gastauftritten von legendären Stars gespickte Musicalfilm Bis die Wolken vorüberzieh’n (1946) über das Leben des Komponisten Jerome Kern, die Musikkomödie Ihre beiden Verehrer (1947) mit einem von Frank Sinatra gespielten Kriegsheimkehrer, und die Komödie Champagne for Caesar (1950) mit Ronald Colman in der Rolle eines exzentrischen Genies, das an einer Quizshow teilnimmt. Bereits 1951 inszenierte Whorf mit The Groom Wore Spurs mit Ginger Rogers seinen letzten Film als Regisseur, fungierte später aber noch als Produzent dreier Filme.
Whorf inszenierte in den 1950ern mehrere Stücke am Broadway, bei denen er sich der Allrounder – von der New York Times einmal als „Mann der Talente“ bezeichnet – zum Teil ebenfalls für die Kostüme und das Bühnenbild verantwortlich zeigte. Für seine Kostüme zu dem Stück Undine wurde er mit dem Tony Award in der Kategorie Beste Kostüme ausgezeichnet. In den 1950er-Jahren weitete er  ebenfalls seine Tätigkeit als Regisseur auf das US-Fernsehen aus. Er drehte unter anderem viele Folgen der Erfolgsserien Rauchende Colts, Meine drei Söhne und The Beverly Hillbillies. Er wurde 1963 und 1964 jeweils für seine Regie an der Sitcom The Beverly Hillbillies für den Emmy Award in der Kategorie Beste Regie Comedy nominiert.
Whorf, der auch ein passionierter Maler war, erlag im Dezember 1966 mit 60 Jahren an einem Herzinfarkt. Bis zuletzt hatte er an Fernsehproduktionen gearbeitet. Er war von 1929 bis zu seinem Tod mit Margaret Harriet Smith verheiratet, aus der Ehe gingen drei Kinder hervor.

## Filmografie (Auswahl)

### Als Schauspieler
- 1934: Call It Murder
- 1941: Blues in the Night
- 1942: Yankee Doodle Dandy
- 1942: Jukebox-Fieber (Juke Girl)
- 1942: Die ganze Wahrheit (Keeper of the Flame)
- 1943: Assignment in Brittany
- 1943: The Cross of Lorraine
- 1943: For God and Country (Kurzfilm)
- 1944: The Impostor
- 1944: Weihnachtsurlaub (Christmas Holiday)
- 1950: Des Teufels Pilot (Chain Lightning)
- 1960: Westlich von Santa Fé (The Rifleman; Fernsehserie, Folge The Illustrator)

### Als Regisseur
- 1942: March On, America! (Kurzfilm)
- 1944: Blonde Fever (auch Schauspieler)
- 1945: The Hidden Eye
- 1945: The Sailor Takes a Wife
- 1946: Bis die Wolken vorüberzieh’n (Till the Clouds Roll By)
- 1947: Ihre beiden Verehrer (It Happened in Brooklyn)
- 1947: Love From a Stranger
- 1948: Liebe an Bord (Luxury Liner)
- 1950: Champagne for Caesar
- 1951: The Groom Wore Spurs (auch Schauspieler)
- 1952: My Friend Irma (Fernsehserie, 3 Folgen)
- 1957–1961: Rauchende Colts (Gunsmoke; Fernsehserie, 18 Folgen)
- 1958–1959: Richard Diamond, Privatdetektiv (Richard Diamond, Private Detective; Fernsehserie, 6 Folgen)
- 1959: Perry Mason (Fernsehserie, Folge The Case of the Blushing Pearls)
- 1959: Law of the Plainsman (Fernsehserie, 2 Folgen)
- 1959/1965: Tausend Meilen Staub (Rawhide; Fernsehserie, 3 Folgen)
- 1960–1961: The Barbara Stanwyck Show (Fernsehserie, 4 Folgen)
- 1960–1961: The Ann Sothern Show (Fernsehserie, 13 Folgen)
- 1961–1963: Meine drei Söhne (My Three Sons; Fernsehserie, 37 Folgen)
- 1962: Alfred Hitchcock Presents (Fernsehserie, Folge Most Likely to Succeed)
- 1962–1964: The Beverly Hillbillies (Fernsehserie, 67 Folgen)
- 1964: Mickey (Fernsehserie, 5 Folgen)
- 1965–1966: Mona McCluskey (Fernsehserie, 23 Folgen)
- 1966: Unser trautes Heim (Please Don't Eat the Daisies; Fernsehserie, 2 Folgen)

### Als Produzent
- 1956: Horizont in Flammen (The Burning Hills)
- 1957: Bomber B-52 (Bombers B-52)
- 1957: Schußbereit (Shoot-Out at Medicine Bend)
- 1958: Richard Diamond, Privatdetektiv (Richard Diamond, Private Detective; Fernsehserie, 8 Folgen)
- 1966: The Tammy Grimes Show (Fernsehserie, 5 Folgen)

### Als Drehbuchautor
- 1962: Meine drei Söhne (My Three Sons; Fernsehserie, Folgen The Ghost Next Door und The Hippopotamus Foot)
- 1964: Mickey (Fernsehserie, Folge Luck O' the Irish)